# آکادمی تاریک
آکادمی تاریک (به انگلیسی: dark academia) یک سبک در زیبایی شناختی و خرده فرهنگ است که به آموزش عالی، نوشتن / شعر، هنرها و معماری کلاسیک و لباس‌های یونانی و گوتیک مربوط می‌شود.